# چریک اسطوره‌ای

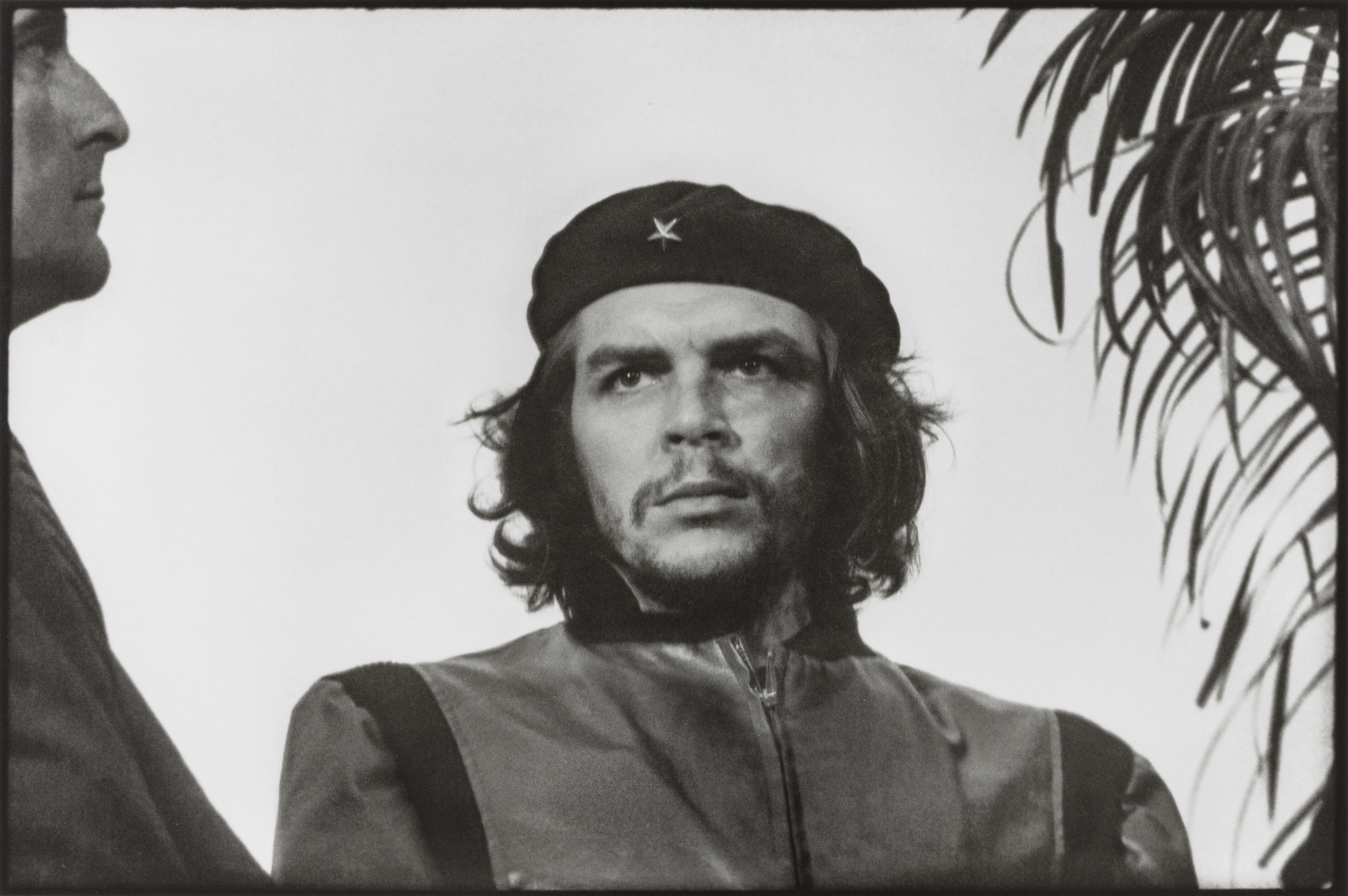
تصویر اصلی که پرتره همه‌گیر شده از آن به‌دست آمد. با حذف درخت نخل و نیمرخ خورخه ماسِتی و انجام برخی تنظیمات جزئی دیگر، کوردا به تصویر چه گوارا یک کیفیت ماندگار فرای زمان و مکان داد.

چریک اسطوره‌ای یا چریک قهرمان (اسپانیایی: Guerrillero Heroico‎) نماد فرهنگی و عکس انقلابی مارکسیست چه گوارا است که توسط آلبرتو کوردا گرفته شده است. این عکس در ۵ مارس ۱۹۶۰ در هاوانا، کوبا در مراسمی که برای یادبود قربانیان انفجار کوبره برگزار شده بود، گرفته شد. تا پایان سال ۱۹۶۰ این عکس رهبر جنجالی به‌عنوان یک نماد فرهنگی شد. کوردا گفته است در لحظه گرفتن این عکس او محو حالت چهره چه گوارا شده بود که «عدم تحمل مطلق» به همراه خشم و درد را نشان می‌داد. در سال‌های بعد کوردا گفت که این عکس شخصیت قاطع «چه» را نشان می‌داد. زمانی‌که این عکس گرفته شد، گوارا ۳۱ سال داشت.
با تأکید بر طبیعت همه‌گیر و ملتمسانه عکس، انستیتو کالج هنر مریلند عکس را سمبل قرن بیستم و مشهورترین عکس جهان نامید. نسخه‌های آن تقریباً در هر سطح قابل تصوری اعم از نقاشی، چاپ، دیجیتالی، گلدوزی‌شده، خال‌کوبی، ابریشم‌کاری، مجسمه یا ترسیم شده است. تا آنجا که موزه ویکتوریا و آلبرت می‌گوید این عکس بیشتر از هر تصویر یا عکسی در جهان بازتکثیر شده است. جاناتان گرین مدیر موزه عکس کالیفرنیا احتمال می‌دهد «عکس کوردا راهش را در هر زبانی در جهان باز کرده است. این عکس یک سمبل عددی-آلفا، یک هیروگلیف و یک سمبل شده است. در هر زمانی که تعارضی وجود دارد، این عکس مرموزانه پدیدار می‌شود. هیچ چیز دیگری در تاریخ نیست که به این شیوه عمل کند».
تاریخ و تأثیر جهانی معاصر از تصویر، مبنایی برای فیلم مستند سال ۲۰۰۸ چه‌ولوسیون به کارگردانی تریشیا زیف و همچنین برای سال ۲۰۰۹ کتاب پس از مرگ چه، اسطوره یک تصویر نوشته مایکل کیسی است.

## آغاز

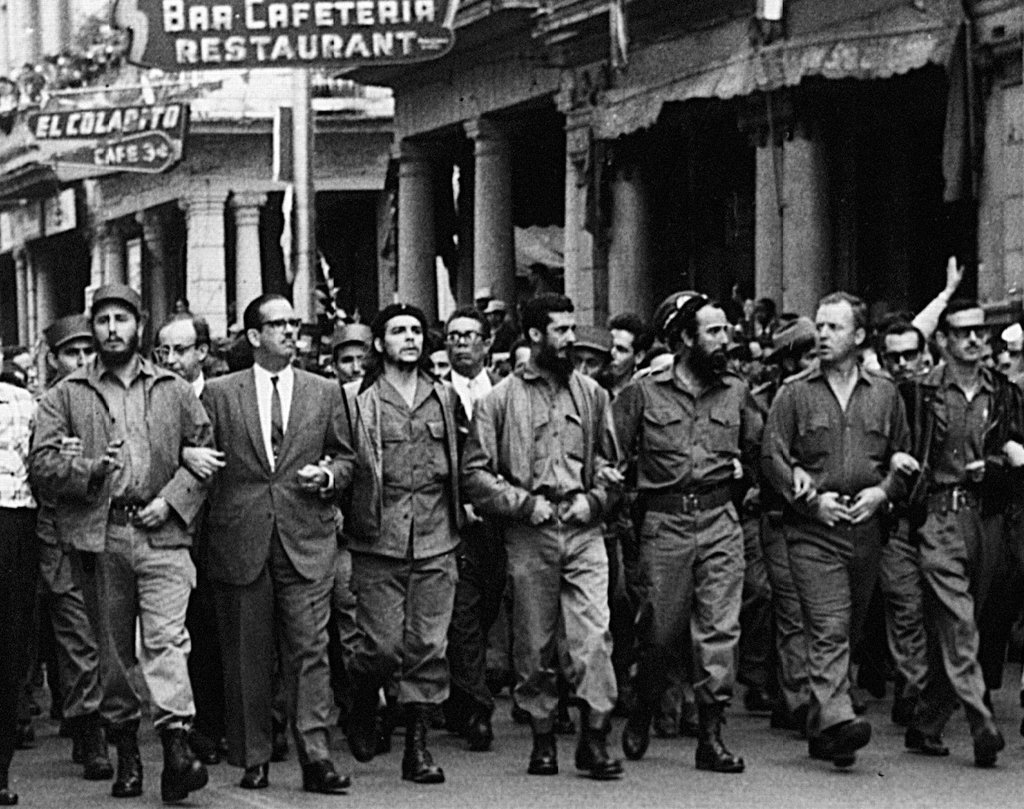
چه گوارا (سوم از چپ) و فیدل کاسترو (سمت چپ) در راهپیمایی به سمت گورستان کولون.

در ۴ مارس ۱۹۶۰ قایق باری فرانسوی لاکوبر به‌طور مشکوکی در بندر هاوانا منفجر شد و حدود ۱۰۰ نفر کشته و صدها نفر دیگر مجروح شدند. با شنیدن صدای انفجار گوارا به سمت بندرگاه و کشتی سوخته دوید و با عصبانیت از میان آنهایی که از احتمال یک انفجار دوم و برای سلامت او مانعش می‌شدند، راه خود را باز کرد.
روز بعد ۵ مارس، رئیس‌جمهور فیدل کاسترو سی آی ا آمریکا را مقصر دانست و خواهان یک مراسم یادبود و تظاهرات عمومی در گورستان کولون هاوانا برای بزرگداشت قربانیان شد. در ان زمان گوارا وزیر صنعت در دولت جدید و کوردا عکاس رسمی کاسترو بود. پس از یک راهپیمایی تشییع جنازه در بلوار ساحلی مالسون، فیدل کاسترو، بر روی تریبون در نبش خیابانهای ۲۳ و ۱۲ گفتاری در مدح کشته‌شدگان ایراد کرد. کاسترو در نطقی آتشین برای اولین بار از کلماتی همچون «پارتیا ا موئرته» - وطن یا مرگ ـ استفاده کرد. در این بین در ساعت ۱۱:۲۰ دقیقه صبح گوارا نیز برای لحظاتی پدیدار شد. قبل از دوباره ناپدید شدنش کوردا توانست، از یک فاصله نسبتاً ۱۰ متری، دو عکس از او بگیرد. کوردا فوری متوجه شد که عکس گرفته شده برای پرتره مناسب است. بعدها کوردا دربارهٔ این عکس گفت، «آن را بخاطر می‌آورم گویا که همین امروز بود که او را در زاویه دوربینم دیدم. من هنوز مبهوت آن لحظه هستم و این موضوع مرا با قدرت تکان می‌دهد».

## آلبرتو کوردا
به‌عنوان کسی که تمام عمر یک کمونیست و حامی انقلاب کوبا بود، آلبرتو کوردا هیچ پولی برای عکس‌هایش مطالبه نکرد. یک نسخه اصلاح شده پرتره در دهه‌های بعد در رسانه‌های مختلف باز تکثیر شد اما کوردا خواهان هیچ بهره مالکانه نشد. او معتقد بود که تصویر «چه» ایده‌آل‌های انقلابی او را منعکس می‌کند؛ و بنابراین هر چقدر این عکس بیشتر پخش شود ایده‌آل‌های «چه» بیشتر پخش می‌شود.

## جیم فیتزپاتریک
در سال ۱۹۶۷ هنرمند ایرلندی، جیم فیتزپاتریک، نیز عکسی را که کوردا گرفته بود مبنایی برای پوسترهای ساخت خودش کرد. فیتزپاتریک می‌گوید که او یک نسخه از آن عکس را از گروه آنارشیست هلندی بنام «پروو» که مجله‌ای هم به همین نام داشتند، گرفته بود. فیتزپاتریک می‌گفت مجله پروو مدعی بود که اصل این تصویر را اولین بار ژان پل سارتر به اروپا آورده است.